# Berta Ribeiro
Berta Gleizer Ribeiro CONMC (nascida Bertha Gleizer; Bălți, 2 de outubro de 1924 — Rio de Janeiro, 17 de novembro de 1997) foi uma antropóloga, etnóloga e museóloga moldava-brasileira, autoridade em cultura material dos povos indígenas do Brasil. Foi casada com o também antropólogo e senador Darcy Ribeiro.
Bertha e sua irmã mais velha Genny, foram abandonadas ainda crianças numa pequena província do Leste Europeu após o suicídio da mãe, pois seu pai já se encontrava no Brasil em busca de oportunidades de trabalho devido à perseguição antissemita que os judeus estavam sofrendo na região. Somente com a ajuda de uma organização internacional é que as duas conseguiram reencontrá-lo em 1932. Alguns anos depois, sua irmã e seu pai são presos e deportados por supostas atividades subversivas na época em que o país passava por intensa repressão política aos imigrantes judeus no início da ditadura Vargas. Ficando órfã, passa a ser cuidada por famílias de imigrantes judeus sob a tutela do Partido Comunista Brasileiro (PCB), se casando posteriormente com Darcy Ribeiro em 1948.
A carreira de Berta Ribeiro passa então a ser construída de acordo com os movimentos profissionais e políticos do marido ao longo dos anos, mas sua grande ascensão ocorre quando dele se separa na década de 70, já com 50 anos de idade. Adquire então uma nova paixão, os saberes e fazeres dos povos indígenas, e esse reposicionamento pessoal propicia a sua manifestação e produção em vários setores: acadêmico, político, cultural, editorial e artístico, se tornando posteriormente a maior especialista em cultura material indígena no Brasil do seu tempo.
Ia a campo desenvolver suas pesquisas, a partir do contato direto com diferentes povos indígenas em vários estados do país. Visitou vários museus pelo mundo, organização exposições sobre arte e cultura indígenas do Brasil, além de publicar constantemente sobre povos e costumes. Construiu também importantes bases metodológicas e de classificação para pesquisas de cultura material e na documentação etnomuseológica dos acervos etnográficos. Sua intensa produção acadêmica, artística e cultural foi decorrente da dedicação exclusiva ao seu trabalho, pois atuou em diversas frentes — como pesquisadora e formadora de coleções em museus, publicou nove livros e mais de quarenta artigos, escreveu capítulos em várias obras, além de ter sido professora universitária em cursos de graduação e pós-graduação. Até o fim da vida, atuou nos campos da antropologia, museologia, etnologia, arte e ecologia.
Foi membro da Associação Brasileira de Antropologia (ABA), da Sociedade Brasileira para o Progresso da Ciência (SBPC), do Conselho Regional de Museologia do Rio de Janeiro e também do Conselho Editorial das Revistas Ciências em Museus, Ciência Hoje das Crianças e dos Anais do Museu Paulista. Fez parte da comissão julgadora de seleção para pós graduação em Artes Visuais e professora no programa de mestrado em História e Crítica da Arte na Escola de Belas-Artes (EBA/UFRJ). Foi assessora da Fundação Nacional do Índio (FUNAI) e chefe de museologia do Museu do Índio (MI), professora do Departamento de Antropologia do Museu Nacional e também desenvolveu pesquisas para a National Geographic Society.

## Biografia

### Família e primeiros anos
Bertha Gleizer nasceu em 2 de outubro de 1924, na cidade de Bălți (atualmente na Moldávia), região romena da Bessarábia. De família judia, filha de Rosa Sadovinic Gleizer e Motel Gleizer. Seu pai deixou o país em julho de 1929, imigrando para o Brasil na busca por melhores condições de sobrevivência e desenvolvimento, pois a situação era precária devido as graves restrições que os judeus na Romênia vinham sofrendo com o aumento do antissemitismo, a ascensão de movimentos fascistas cristãos e também dos ataques pogroms no território. Motel, não podendo buscá-las de imediato, nem mandar-lhes o necessário para viver, recebeu a notícia do suicídio de sua esposa Rosa, pois ela não suportara a vida miserável, deixando as duas filhas sozinhas. Graças ao intermédio da Jewish Colonization Association (JCA), uma organização internacional que fornecia aos judeus meios para emigrarem e também pela intercessão do rabino Raffalovich, as meninas foram trazidas para o Brasil. Berta chega ao Rio de Janeiro como imigrante, aos oito anos de idade na companhia da irmã, Genny Gleizer de quatorze anos (às vezes, escrito Jenny) em 1932, e sendo os três muito pobres, dividiam um quarto na Rua do Riachuelo. Seu pai trabalhava como comerciante nos arredores da Praça XI, reduto da comunidade judaica na época.
Em 1934, sua irmã Genny vai para São Paulo em busca de trabalho, mas acaba sendo presa indevidamente, quando ainda era menor de idade, pela polícia política paulista em 15 de julho de 1935 por supostas atividades subversivas. Ficou incomunicável por muito tempo, sofrendo torturas físicas e psicológicas e apesar da grande comoção no país e dos protestos populares contra sua prisão, foi deportada para a Romênia na madrugada de 12 de outubro de 1935 via Porto de Santos à bordo do cargueiro francês Aurigny. Chegando na França entretanto, foi resgatada e posteriormente, estabeleceu-se nos Estados Unidos, onde formou-se em psicologia. Seu caso serviu como modelo para as futuras ações repressivas do governo Vargas, a partir da reestruturação da polícia política, que passava a agir baseada na recém promulgada Lei de Segurança Nacional de 1935.
Três meses após a expulsão da irmã, no início de 1936 — auge da repressão aos imigrantes no Brasil —, a polícia política invade um centro cultural de trabalhadores judeus onde funcionava a redação do semanário Der Unhoib (O Começo), buscando e prendendo os estrangeiros que lá se encontravam, sendo a maioria deportada juntamente com seu pai à bordo do navio Bagé em 16 de abril de 1936. Assim como Genny, Motel Gleizer teria sido resgatado na França junto a outros imigrantes expulsos do país e posteriormente, foi morto em um campo de concentração.
Berta ficou órfã no Brasil, e entre 1936 e 1940 foi morar com famílias judias no Rio de Janeiro e em São Paulo, sob a guarda do Partido Comunista Brasileiro (PCB). Em São Paulo, estudou na Fundação Escola de Comércio Álvares Penteado (FECAP), frequentando também um curso técnico de contabilidade, e para levantar dinheiro e concluir seus estudos, foi datilógrafa e também secretária — com esse emprego, mudou-se para uma pensão em 1940, tornando-se independente do PCB.

### Casamento
Em 1946, conhece seu futuro marido, Darcy Ribeiro, em uma manifestação do Partido Comunista em São Paulo, casando-se em maio de 1948, quando o mesmo ingressou no Serviço de Proteção ao Índio (SPI). Com ele, partiu para um trabalho de campo entre os índios Kadiwéu, Kaiowás, Terenas e Ofaié-Xavantes do sul do Mato Grosso. Passou então a assinar Berta G. Ribeiro, omitindo o sobrenome Gleizer, o qual poucos conheciam, pois sempre temeu ter o mesmo destino de seus familiares.
Ribeiro exerceu inúmeras pesquisas de campo, que se iniciaram entre 1949 e 1951 quando começou a acompanhar o marido. A esse respeito, descreveu Maria Stella Amorim: "de seu amor por Darcy adveio a paixão pela antropologia", e as viagens se seguiram até quase o fim da sua vida. O trecho, retirado da obra autobiográfica Confissões de Darcy Ribeiro, retrata, ainda que de maneira breve, a importância da esposa em sua vida:
| “ | Colaborou de forma assinalável comigo como auxiliar de pesquisa e teve sua primeira formação como etnóloga capacitada para observação direta. Nos anos seguintes, Berta aprofundou seus estudos me ajudando a elaborar os materiais colhidos na redação de meus livros sobre a arte, a religião e a mitologia dos Kadiwéu. | ” |
|   | — Darcy Ribeiro. Confissões. p. 109. |   |

### Carreira
Em 1950, Berta Ribeiro ingressou no bacharelado em Geografia e História da Universidade do Distrito Federal (UDF) — atual Universidade do Estado do Rio de Janeiro (UERJ). Concluiu o curso em 1953, indo lecionar Geografia do Brasil no Instituto Lafayette. Em 1953, começou a estagiar na Divisão de Antropologia do Museu Nacional, iniciando seus estudos para criar uma classificação dos adornos plumários dos índios Urubu-Kaapor, concluindo sua licenciatura em Geografia e História em 1954.
Ribeiro elaborou instrumentos metodológicos inovadores de classificação de acervos de cultura material, descritos em Bases para uma Classificação dos Adornos Plumários dos Índios do Brasil publicado em 1957. Apresentou diversos trabalhos e organizou mostras culturais nos anos seguintes, sempre com temáticas sobre cultura indígena. Recebeu o Prêmio João Ribeiro, da Academia Brasileira de Letras (ABL), pelo livro Arte Plumária dos Índios Kaapor, em colaboração com o marido. Entre 1959 e 1960, empreende pesquisa bibliográfica para a elaboração do artigo Línguas e Culturas Indígenas no Brasil e do livro Os Índios e a Civilização, de Darcy Ribeiro.

### Exílio
Com o Golpe de Estado no Brasil em 1964, Berta Ribeiro e o marido exilaram-se no Uruguai. Trabalha então na pesquisa bibliográfica e na revisão de traduções para a série Estudos de Antropologia da Civilização e no levantamento bibliográfico e estatístico de A Universidade Necessária, ambas publicações de Darcy Ribeiro. O casal retorna ao Brasil em 1968, mas Darcy foi preso e ficou durante oito meses na Fortaleza de Santa Cruz, em Niterói. Do lado de fora, Berta mobilizou intelectuais e pessoas influentes para agilizar sua libertação. Após nova determinação de prisão pelo regime militar, o casal Ribeiro segue então para um segundo exílio em 1969 na Venezuela, e de 1970 a 1974 no Chile e no Peru. Em Lima, Berta Ribeiro realiza pesquisa sobre estrutura familiar e socialização em uma oficina coordenada pela professora Violeta Sara Lafosse, recolhendo dados para sua dissertação Crianças Trabalhadoras – Trabalho e Escolaridade de Menores em Lima.

### Retorno ao Brasil

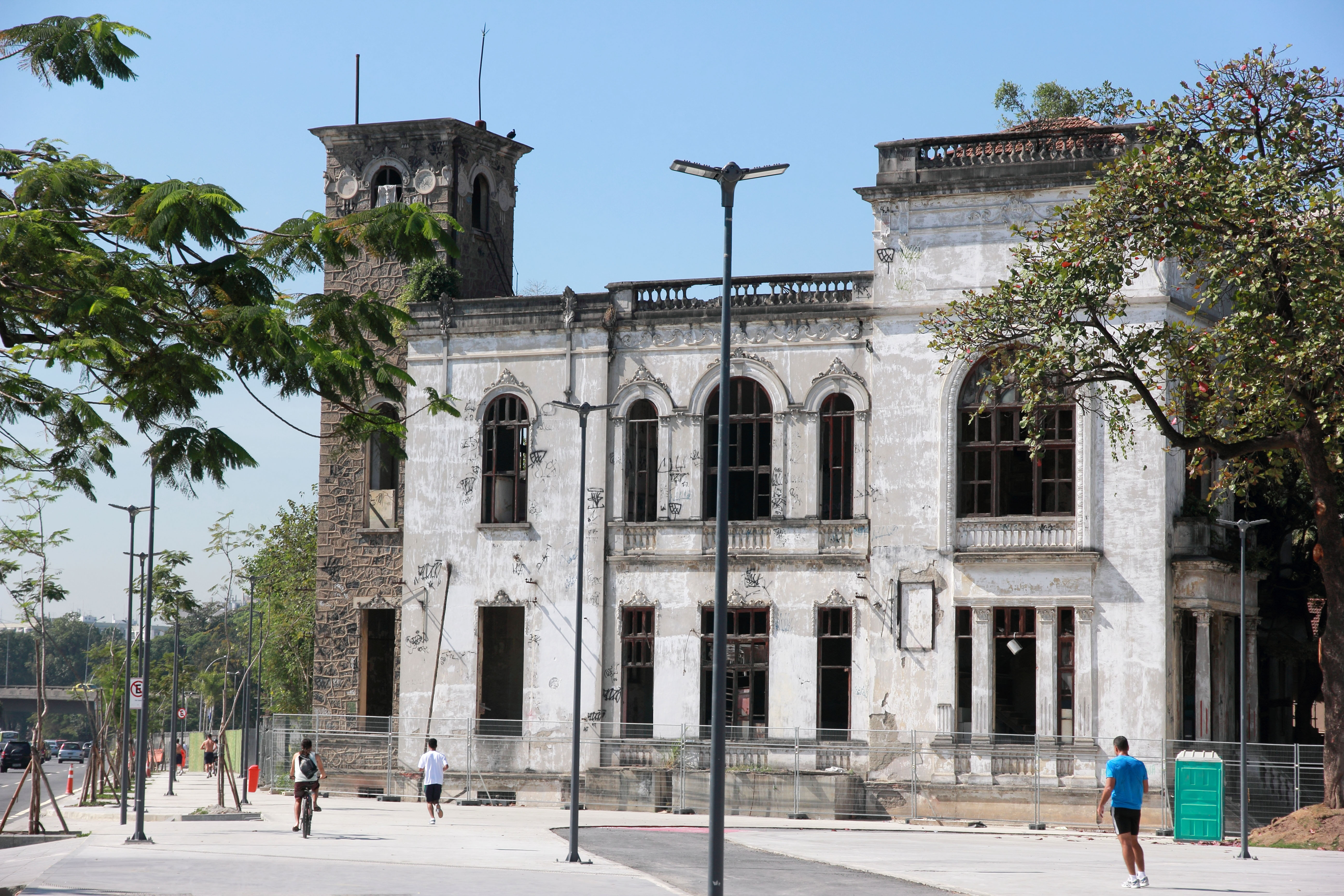
Aldeia Maracanã, antigo Museu do Índio em 2013

Em 1974, já no Brasil, separa-se do marido e no ano seguinte presta consultoria para a elaboração do projeto do Centro de Documentação Etnológica e Indigenista do antigo Museu do Índio do Rio de Janeiro, dirigido por Carlos de Araújo Moreira Neto e em 1975 assume a assistência de direção da Editora Paz e Terra. No ano de 1976, estagia no setor de etnologia e etnografia do Departamento de Antropologia do Museu Nacional e atua como pesquisadora no projeto Etnografia e Emprego Social da Tecnologia Indígena e Popular coordenado por Maria Heloísa Fenelón Costa. Em 1977, torna-se Pesquisadora B do Conselho Nacional de Pesquisas (CNPq). Visitou diversas aldeias indígenas no Alto e Médio Xingu e no Ceará. Entre 1978 e 1979, participou do Movimento Feminino pela Anistia e da Campanha pela demarcação das Terras Indígenas, coordenada pelo Conselho Indigenista Missionário (CIMI).
| “                | Dada a gravidade da ameaça que pesa sobre a população indígena e a ecologia da Amazônia, nenhuma instituição comprometida com o futuro do país pode eximir-se de tomar partido. A omissão significa complacência e cumplicidade. | ” |
| — Berta Ribeiro, | |   |

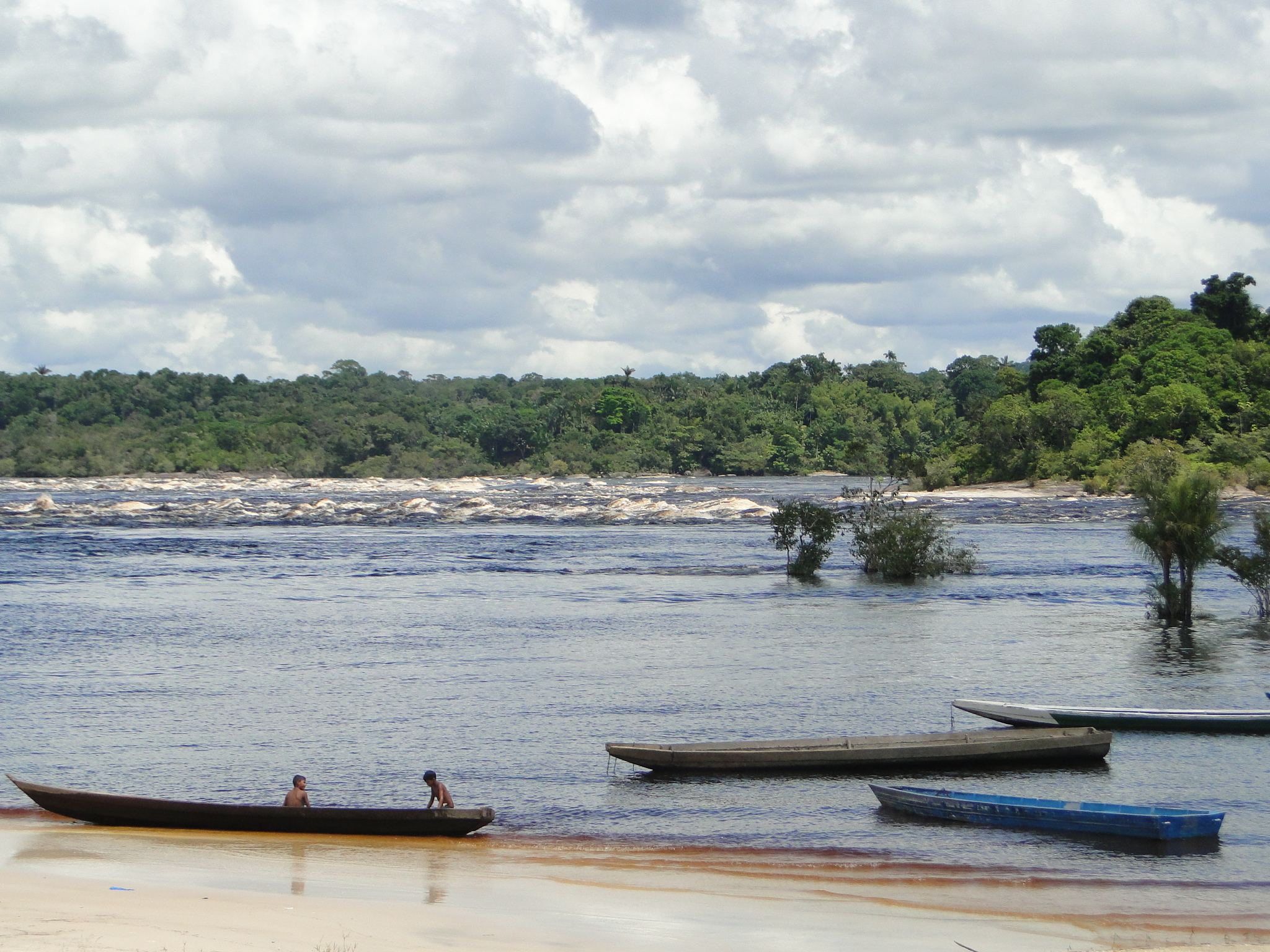
Prainha em São Gabriel da Cachoeira, região do Alto Rio Negro

Em 1978, quando a antropóloga se encontrava na região do Alto Rio Negro para estudar o trançado indígena, soube que dois indígenas haviam escrito a mitologia dos Desana, motivados anteriormente por um padre da Missão Salesiana de São Gabriel da Cachoeira a transcrever essas narrativas.  No mesmo período em que estava na localidade e os originais foram devolvidos por uma editora, Ribeiro se interessou pelo projeto e ajudou pai e filho — Umúsin Panlõn Kumu (Firmiano Lana) e Tolamãn Kenhirí (Luis Lana), a reformularem o texto de forma a conseguir sua publicação em 1980, que se tornou o livro Antes o Mundo Não Existia, e criando assim, uma parceria com a família Lana que se estendeu até o fim da sua vida. Sempre ficou patente em suas publicações e em seu discurso, o quanto ela prezava de modo especial os Desana, dentre todos os grupos indígenas que conheceu.
Em princípios dos anos 80, no Rio de Janeiro, concebeu a exposição Os Índios das Águas Pretas, provavelmente a primeira das quais foi curadora, e que envolvia, como as que se seguiram posteriormente, aspectos da vida indígena, assim como a discussão de temas amazônicos relacionados com a ecologia. Nessa mesma ótica, foram montadas com grande repercussão, as exposições Brasilidades na Casa França-Brasil em 1998 e Amazônia Urgente em 1990, que acompanhada de seu livro homônimo, itinerou pela Estação Carioca no Rio de Janeiro, pelo Centro Cultural São Paulo, em Brasília e pelo Centro Cultural Tancredo Neves em Belém.

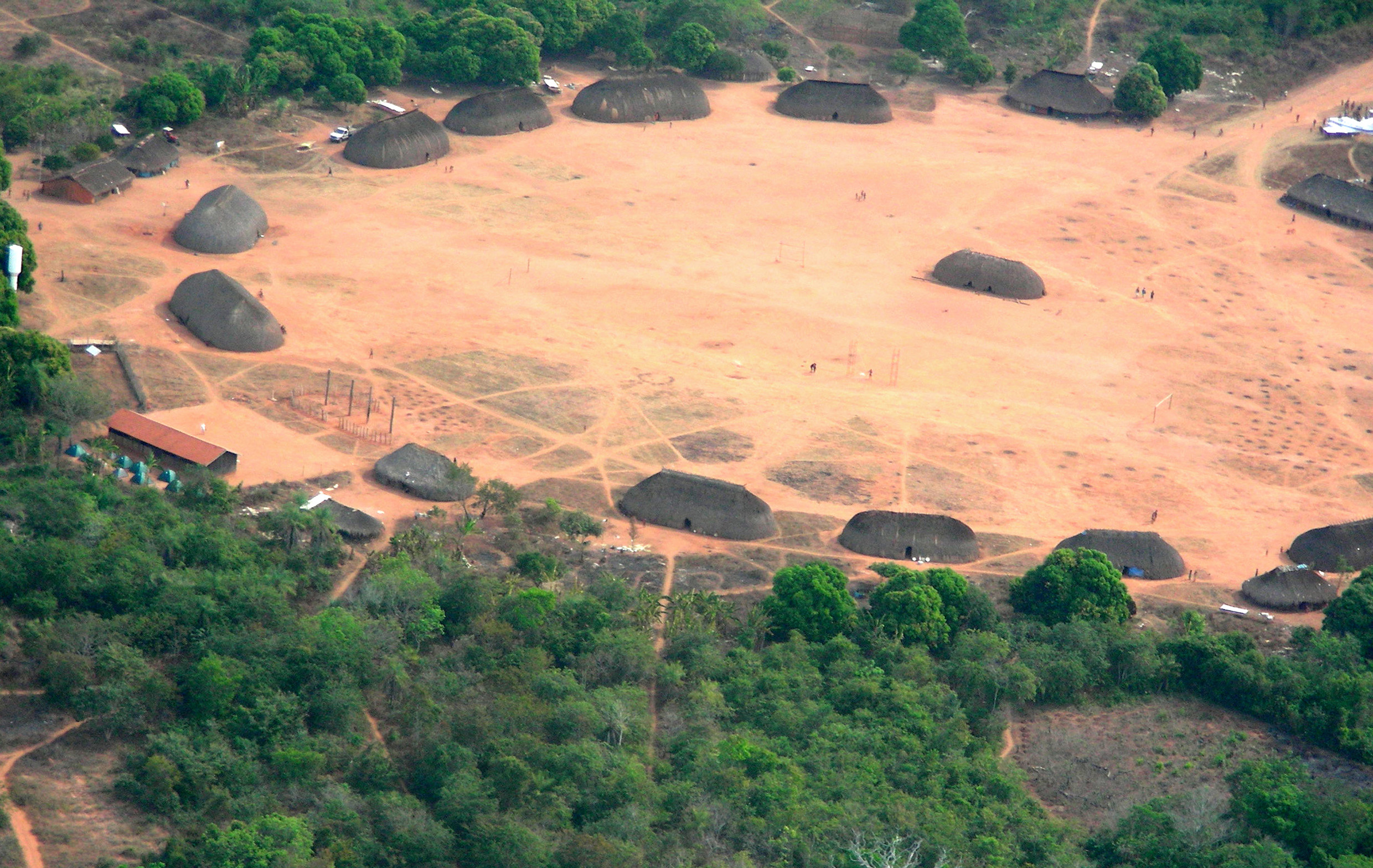
Aldeia no Parque Indígena do Xingu

Ainda em 1980, defendeu seu doutorado na Universidade de São Paulo (USP), sob a orientação do professor Amadeu José Duarte Lanna, com a tese intitulada A Civilização da Palha: A Arte do Trançado dos Índios do Brasil, que representou um dos mais completos estudos de cestaria indígena do Alto Xingu e do Alto Rio Negro, abordando os aspectos tecnológicos, produtivos e estéticos dessa arte. A análise comparativa dessa produção artística especifica, ilustrou o sistema de trocas existente nos dois territórios.
No período de 1980 a 1981, reúne uma extensa coleção de artefatos, desenhos, fotografias e amostras de espécimes vegetais, barro e tinta, estudou a fundo as técnicas de fiação, tecelagem entretecida, tecelagem enlaçada (filé), uso de corantes e fibras têxteis junto aos Kayabi, Jurunas, Mentuktire, Txikão e Yawalapiti, destinando-os para o acervo do Museu Nacional.

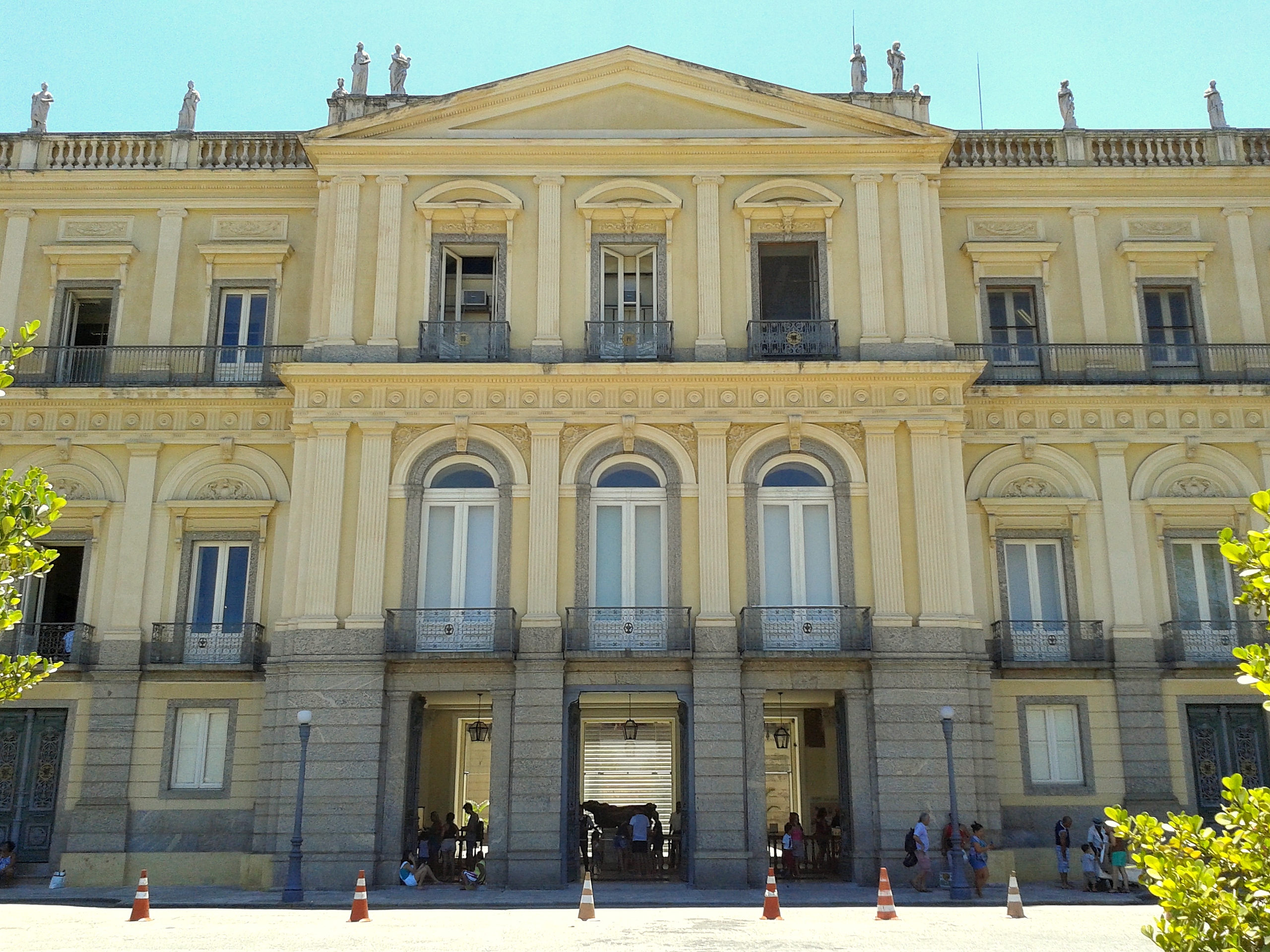
Fachada do Museu Nacional em 2015

Entre 1982 e 1983, inicia a elaboração e  coordenação do periódico Suma Etnológica Brasileira e em 1884, assume a coordenação geral do comitê editorial e tem seu ex-marido Darcy Ribeiro como editor. Ainda em 1983, publica O Índio na História do Brasil, coleção dirigida por Jayme Pinsky, e destinada à estudantes do antigo 2⁰ Grau e universitários, que se dividia em duas partes: na primeira, a autora apresentava os indígenas na história do Brasil a partir da colonização até o final do século XX e, posteriormente, suas contribuições à nossa própria cultura.
Foi assessora da Fundação Nacional do Índio (FUNAI) e chefe de museologia da mesma instituição em 1985 e também professora visitante no programa de mestrado da Escola de Belas-Artes (EBA). Em 1988, assumiu por concurso o cargo de professora assistente nível 1 do Departamento de Antropologia do Museu Nacional, desligando-se assim do Museu do Índio, e no mesmo ano publicou o Dicionário do Artesanato Indígena, obra de referência etnomuseológica, onde a antropóloga descreveu e analisou diversos objetos da cultura material indígena, os classificando segundo a técnica, a matéria-prima e a forma no qual foram produzidos. O livro Arte Indígena, Linguagem Visual, publicado em 1989, constituiu-se na sua mais complexa abordagem dos “conteúdos e significados das manifestações estéticas do índio brasileiro, através da análise de casos concretos” como informa no prefácio, um caminho pouco trilhado na antropologia da arte, mas abraçado por Berta Ribeiro, pela sua familiaridade na leitura e na classificação de objetos. Já O Índio na Cultura Brasileira publicado por ela em 1991, apresenta algumas das contribuições indígenas à cultura brasileira nas áreas da botânica, da zoologia, cultura material, da arte e da linguagem.
Em 1994, organiza um projeto de desenhos animados que seriam integrantes de uma série chamada Mito e Morte no Amazonas, baseada em lendas descritas no livro Antes o Mundo Não Existia, e que seria composta pelos curtas-metragens: Gaín Pañan e a Origem da Pupunheira, Bali Bó e O Começo Antes do Começo — dos três filmes, apenas o primeiro foi concretizado pela Universidade Federal do Rio de Janeiro (UFRJ), onde a antropóloga era docente. Em seu último livro Os Índios das Águas Pretas, publicado em 1995, abordou conteúdos relacionados à ecologia e à cultura material, com o intuito de, em suas palavras, "suscitar a reflexão sobre a criatividade das culturas indígenas, sobre o saber ecológico do índio e sobre o legado indígena brasileiro, transmitido para milhões de interioranos".

### Aposentadoria e morte
Ribeiro fez de seu trabalho a razão de sua vida, como dizia à amiga Maria Stella Amorim:
| “               | Eu não posso ser judia, porque não tenho religião... Não tenho família, nem marido, nem filhos. Sou sozinha. Só tenho mesmo meu trabalho com os índios. Devo a eles o que sou... Eu me sinto Desâna. | ” |
| — Berta Ribeiro | |   |

Devido a um tumor cancerígeno, entrou em coma em 1995. No ano seguinte, aposentou-se em decorrência do estado avançado da doença, falecendo em 17 de novembro de 1997, aos 73 anos, nove meses após o falecimento de seu ex-marido.

## Vida pessoal

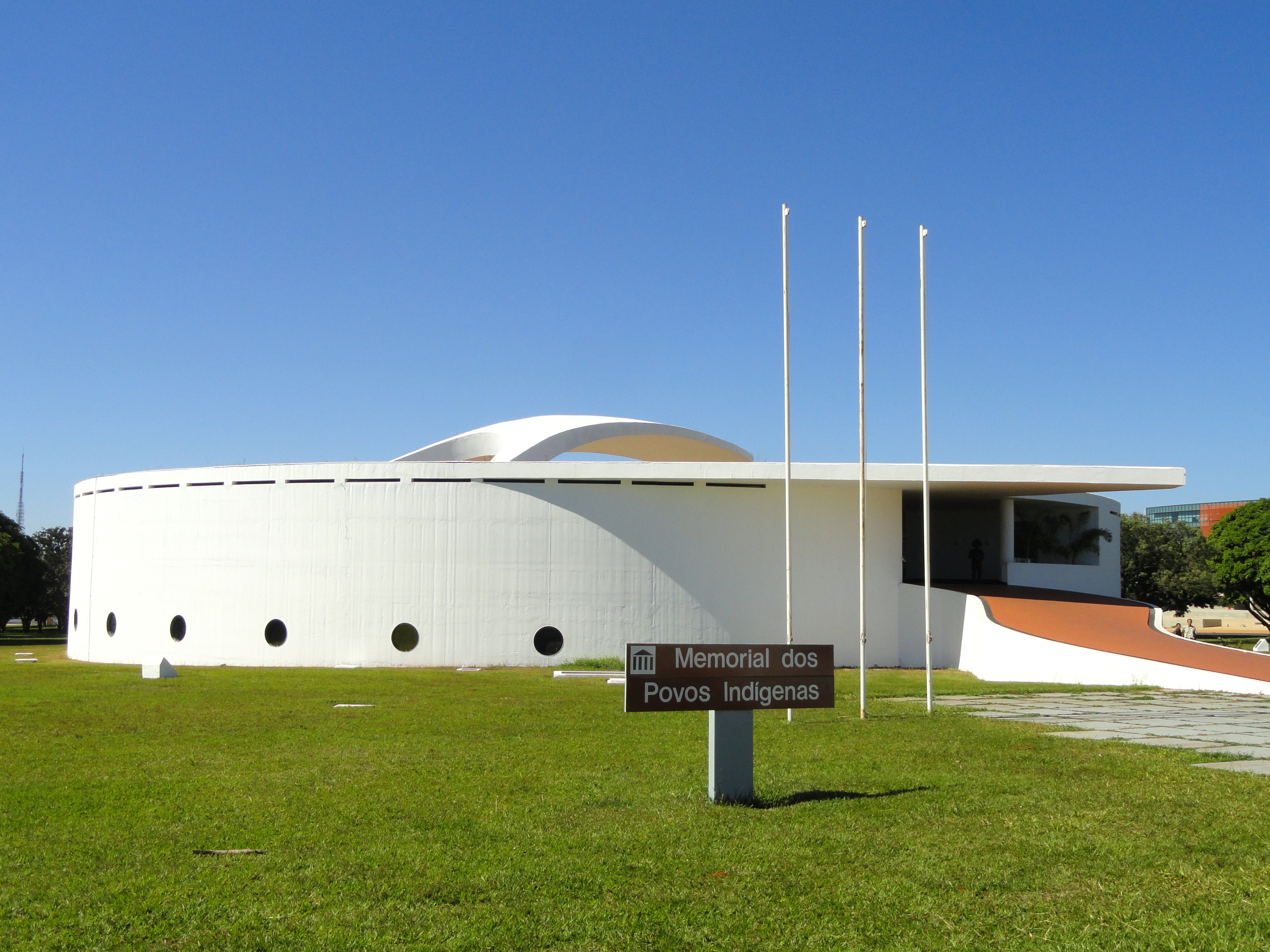
Memorial dos Povos Indígenas em 2012

Quando não estava em campo, Ribeiro refugiava-se no seu escritório, em seu apartamento em Copacabana no Rio de Janeiro, onde datilografava artigos, livros e cartas na sua máquina de escrever — e posteriormente, tornou-se uma aficcionada pelo uso do correio eletrônico. Ainda em seu apartamento, as estantes refletiam as aquisições, o intercâmbio e uma produção que alcançou nove livros e mais de quarenta artigos publicados, além de armazenar um acervo pessoal de aproximadamente 368 peças, reunidas durante os mais de quarenta anos de pesquisas etnográficas realizadas em diversas comunidades indígenas no interior do Brasil desde a década de 1950, com contribuições de Darcy Ribeiro e do antropólogo Eduardo Galvão — e que destinavam-se a viabilizar o projeto do Museu do Índio a ser implantado em Brasília, atual Memorial dos Povos Indígenas. Doados por Darcy Ribeiro em 1995, esses objetos foram finalmente recebidos pela instituição como acervo permanente em abril de 2020 nas comemorações dos 60 anos de Brasília e após 33 anos da construção do museu.

## Reconhecimento
Como vítima das mazelas proporcionadas pela perda da família em regimes totalitários — do antissemitismo judeu ao fascismo das ditaduras brasileiras, tornou-se posteriormente uma ativa militante e defensora da diversidade cultural e dos direitos indígenas. Ribeiro se destacou como formadora de coleções em museus, e como curadora de exposições indígenas e foi precursora da antropologia contemporânea, inaugurando como área de estudos a cultura material — que iria dos objetos aos artefatos produzidos pelos povos indígenas e pioneira no que se denomina na atualidade de "antropologia compartilhada", ao trabalhar em parceria na publicação de um livro de mitologias — Antes o Mundo Não Existia, e garantindo o reconhecimento da autoria para Firmiano Lana e seu filho Luis Lana, —  sendo assim, a primeira obra no Brasil a ser escrita e ilustrada por indígenas, e posteriormente editada em espanhol e italiano.
A formação de acervos de bens materiais dos grupos indígenas que estudava, constituía um de seus principais interesses. Esse colecionismo foi estendido para outros museus, através de doações, como foi o caso do Museu Paraense Emílio Goeldi, que recebeu da antropóloga uma importante coleção Asurini. Institucionalmente, esteve associada ao Museu do Índio e ao Museu Nacional, atuando como pesquisadora e formadora de coleções etnográficas. Como professora da Universidade Federal do Rio de Janeiro, ministrou aulas no curso de Pós-Graduação em História da Arte nas disciplinas: "Arte Indígena no Brasil" e "Cultura Material e Arte Étnica", orientando os alunos nos temas de sua especialidade. Paralelamente, empenhou-se na promoção e publicação de estudos museológicos, apesar de seu baixo prestígio no meio acadêmico, pois acreditava que esses estudos permitiam apoiar a causa indígena e porque considerava os museus como um meio de educação pública.
Outro campo em que destacou como produtora, foi o da antropologia da arte, principalmente no que se diz respeito ao simbolismo dos grafismos indígenas, demontrando ressonâncias significativas com a cosmologia nos significados dos padrões rituais, na mitologia e nas atividades guerreiras. 
Abordou também de forma inovadora a arte e a cultura material como importantes fontes de expressão das relações de alteridade dos povos indígenas e contribuiu para destacar esses campos no mesmo patamar que outros temas historicamente privilegiados pela etnologia, como o parentesco, as relações sociais e a religião.

## Prêmios e indicações
| Prêmios e indicações |
| --- |
| Lista resumida: - 1957 - Recebe o Prêmio João Ribeiro (filologia, etnografia e folclore), da Academia Brasileira de Letras (ABL), pelo livro Arte Plumária dos Índios Kaapor, feito em colaboração com Darcy Ribeiro. - 1983 - Conquista o primeiro lugar pelo ensaio "Artesanato Indígena: Para que, para quem?" — publicado em O Artesão Tradicional e o seu Papel na Sociedade Contemporânea —, num concurso realizado pelo Instituto Nacional do Folclore (INF) em virtude do Ano Interamericano de Artesanato (OEA). - 1984 - Conquista o segundo lugar no XV Festival do Filme Científico do Rio de Janeiro, na categoria Filmes em Videocassete por Documentários sobre os Índios Asuriní e Araweté, feito em colaboração com Fred Ribeiro. - 1988 - Recebe o Prêmio Érico Vanucci Mendes por trabalhos de preservação da memória nacional, tradições populares e traços culturais durante a 40ª RASBPC. Na ocasião, profere a palestra "Arte Indígena: Patrimônio Cultural", na Faculdade de Arquitetura e Urbanismo da Universidade de São Paulo (USP). - 1989 - Recebe "Menção Honrosa" no Prêmio Nacional de Ecologia, pelo trabalho Amazônia Urgente: Cinco Séculos de História e Ecologia. - 1995 - Recebe a comenda da Ordem Nacional do Mérito Científico, conferida pelo Governo Brasileiro, em sua própria casa devido a doença grave. |

## Homenagens
O então ministro da Ciência e Tecnologia José Israel Vargas, entregou à Berta Ribeiro em 14 de agosto de 1995 a Ordem Nacional do Mérito Científico — em sua residência, por motivo da doença — na presença do arquiteto Oscar Niemeyer e do seu ex-marido Darcy Ribeiro. A medalha de Comendadora conferida pelo Governo Brasileiro, foi em reconhecimento a sua contribuição aos estudos antropológicos e em virtude do seu compromisso e rigor com a produção do conhecimento científico. Na ocasião, Berta pediu o apoio do ministro para concretizar "um velho sonho", que seria a inauguração do Museu do Índio de Brasília, ao qual ela pretendia doar seu acervo particular.

### Póstumas
Na 2ª edição do Prêmio Escritas Sociais: Diversidades Culturais, realizado pelo curso de Ciências Sociais da Universidade Federal do Tocantins (UFT) em 2017, teve a antropóloga como homenageada, devido a suas contribuições no campo da diversidade cultural, tema constante em suas pesquisas entre os povos indígenas brasileiros.
Em 2022, no Dia Internacional da Mulher foi nomeada em sua homenagem, a Reserva Técnica 'Berta Ribeiro' no Museu do Índio (MI) do Rio de Janeiro — atual Museu Nacional dos Povos Indígenas (MPI)—, onde a antropóloga atuou coordenando o setor de museologia da instituição e também foi a responsável por catalogar a maior parte dos itens do acervo até a década de 80.

## Legado
Seu trabalho é referência para pesquisadores e estudiosos das áreas de museologia e antropologia em todo o mundo, sendo considerada uma das maiores autoridades em cultura material dos povos indígenas do Brasil no seu tempo. Bases para uma Classificação dos Adornos Plumários dos Índios do Brasil, os volumes da Suma Etnológica Brasileira e o Dicionário do Artesanato Indígena, são publicações que constituem bases metodológicas e classificatórias indispensáveis nas pesquisas da cultura material e na documentação etnomuseológica de acervos etnográficos, e fundamentam-se na elaboração de instrumentos inovadores para os estudos da cultura material.

### Fundação Darcy Ribeiro
No período de 27 anos em que esteve casada com Darcy Ribeiro, Berta teve papel importante na elaboração das suas obras, e também foi a responsável pela revisão, tradução e catalogação de diversas cartas e documentos reunidos ao longo da trajetória profissional do seu então marido, que culminaram na criação da Fundação Darcy Ribeiro (Fundar). A construção desse arquivo, que abriga o acervo documental e as bibliotecas dos dois antropólogos, surgiu do desejo de Darcy de ser lembrado por sua contribuição intelectual, e não apenas por seus projetos políticos.

## Acervo pessoal

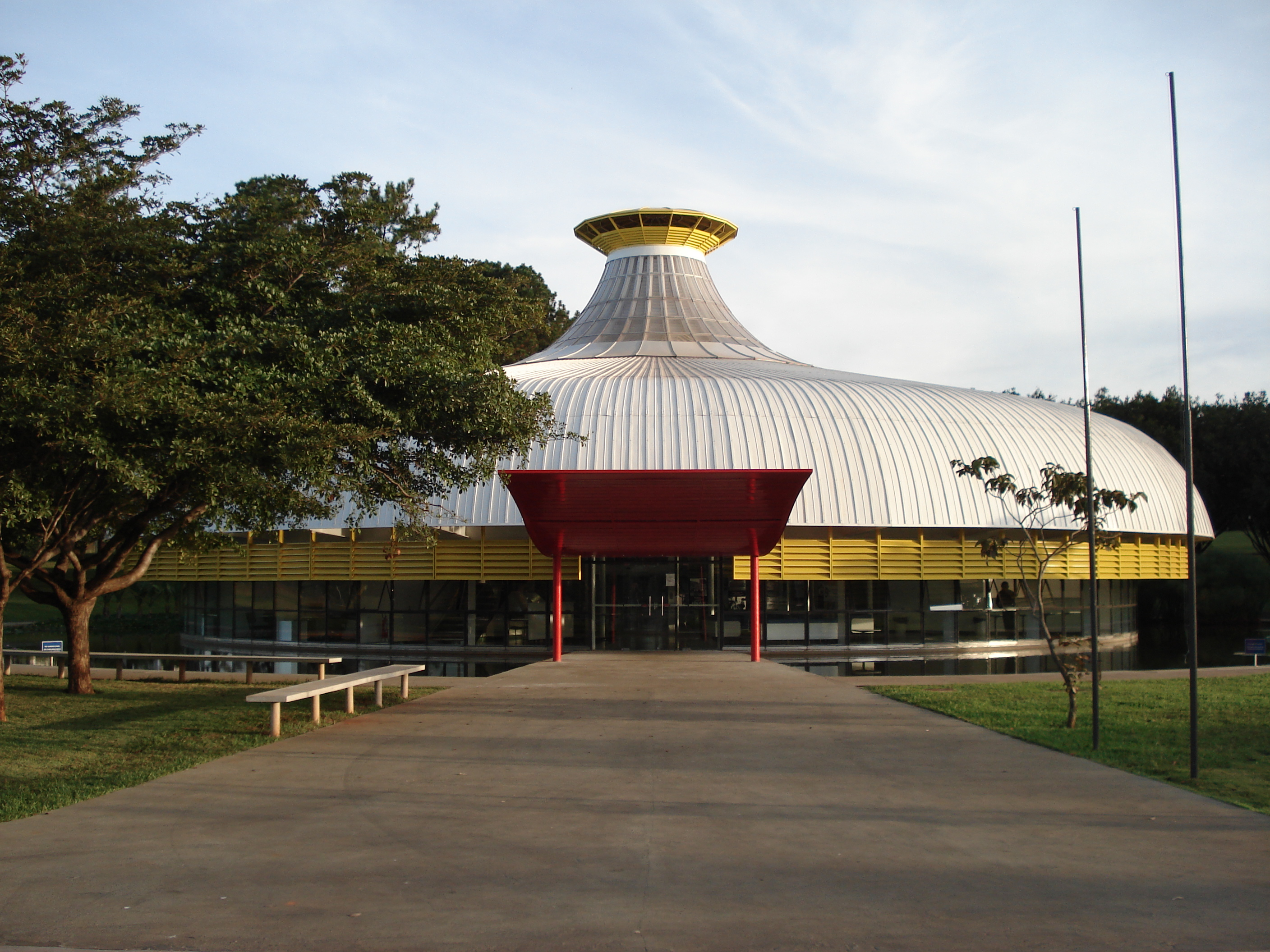
Memorial Darcy Ribeiro (Beijódromo) em 2011

O acervo pessoal de Berta Ribeiro foi reunido, juntamente com o do seu ex-marido, em uma biblioteca que está localizada no Memorial Darcy Ribeiro na Universidade de Brasília. São cerca de 30 mil volumes de documentos acumulados por ambos ao longo de mais de 50 anos de intensa atividade em diferentes âmbitos do conhecimento. Constituem-se de dois extensos arquivos que se complementam, contendo registros textuais, iconográficos, filmográficos e sonoros, revelano não apenas a produção cultural e científica de seus autores, mas também das expressões culturais, memória e história de grupos formadores da sociedade brasileira e latino-americana. Os acervos de Darcy e de Berta Ribeiro, reunidos em diferentes suportes, dialogam, uma vez que os dois antropólogos apresentaram, em seus percursos biográficos, pesquisas e publicações realizadas individualmente ou em parceria, nas áreas da etnologia, antropologia, cultura e política.

## Escritos
Lista de publicações da antropóloga, redigida pela pesquisadora Lucia Hussak van Velthen:

### Artigos em catálogos
| Artigos em catálogos |
| --- |
| 1980 - "A Arte Plumária dos Índios Urubus-Kaapor". Arte Plumária do Brasil. (catálogo). São Paulo: Museu de Arte Moderna, pp. 26-28 1983 - "Contributi Indigeni alla Cultura Contemporanea". Indios del Brasile. Culture che Scompaiono. Roma: Soprintendenza Speciale al Museo Preistorico ed Etnografico Luigi Pigorini. pp. 29-32 1984 - "Arte Gráfica Kadiwéu". Arte e Corpo: Pintura sobre a Pele e Adornos de Povos Indígenas Brasileiros. (catálogo). Rio de Janeiro: FUNARTE, pp. 39-46 1984 - "Arte Gráfica Juruna". Arte e Corpo: Pintura sobre a Pele e Adornos de Povos Indígenas Brasileiros — catálogo. Rio de Janeiro: FUNARTE, pp. 75-82 1995 - "Arte Indígena: Linguaggio Visuale". I Segni del Tempo: Identità e Mutamento. Arte, Cultura e Storia di Tre Etnie del Brasile. Roma: Edizioni Seam. pp. 89-112 |

### Artigos em periódicos
| Artigos em periódicos |
| --- |
| 1957 - "Bases para uma Classificação dos Adornos Plumários dos Índios do Brasil". Arquivos do Museu Nacional 43. pp. 59-128 1978 - "O Artesanato Indígena como Bem Comerciável". Ensaios de Opinião 5. pp. 68-77 1979 - "Arte Indígena, Linguagem Visual". Ensaios de Opinião 7. pp. 101-110 1980 - "Possibilidade de Aplicação do “Critério de Forma” no Estudo de Contatos Intertribais, pelo Exame da Técnica de Remate e Pintura de Cestos". Revista de Antropologia 23. pp. 31-67 1982 - "A Oleira e a Tecelã: O Papel Social da Mulher na Sociedade Asuriní". Revista de Antropologia 25. pp. 25-61 1983 - "Araweté: A Índia Vestida". Revista de Antropologia 26. pp. 1-38 1985a - "Museu: Veículo Comunicador e Pedagógico". Revista Brasileira de Pedagogia 66 (152). pp. 77-98 1985b - "Tecelãs Tupi do Xingu: Kayabi, Juruna, Asuriní, Araweté". Revista de Antropologia 27-28. pp. 355-402 1986 - "Os Estudos de Cultura Material: Propósitos e Métodos". Revista do Museu Paulista 30. pp. 13-41 1987a - (Em co-autoria com T. Kenhíri) "Chuvas e Constelações". Ciência Hoje 36. pp. 26-35 1987b - "Museu do Índio, Brasília". Cadernos RioArte 3 (7). 1989 - "Museu e Memória. Reflexões sobre o Colecionamento". Ciências em Museus 1(2). pp. 109-122 1990a - "Cultura Material: Objetos e Símbolos". Ciências em Museus 2. pp. 17-2 1990b - "Perspectivas Etnológicas para Arqueólogos: (1957-1988)". BIB- Anpocs 29. 1991a - (Em co-autoria com T. Kenhíri) "Chuvas e Constelações: Calendário Econômico dos Índios Desana". Ciência Hoje, Volume Especial Amazônia. pp. 14-23 1991b - "Literatura Oral Indígena: O Exemplo Desana". Ciência Hoje, Volume Especial Amazônia. pp. 32-41 1992 - "Coleções Museológicas: Do Estudo à Exposição". Ciências em Museus 4. pp. 73-4 |

### Artigos em periódicos estrangeiros
| Artigos em periódicos estrangeiros |
| --- |
| 1981 - "O Artesanato Cesteiro como Objeto de Comércio entre os Índios do Alto Rio Negro, Amazonas". América Indígena 61(2). pp. 289-310 1986 - "La Vannerie et l’Art Décoratif des Indiens du Haut Xingu, Brésil". Objets et Mondes, Revue du Musèe de l'Homme 24 (1-2). pp. 57-68 1991 - "Ao Vencedor, as Batatas. Plantas Ameríndias, Oferendas à Humanidade". Trabalhos de Antropologia e Etnologia 31. Fascículos 1-4 (Homenagem a Ernesto Veiga de Oliveira). pp. 99-112 1993 - "Les Poupées Karajá". La Revue de la Céramique et du Verre 68. pp. 34-35 1995 - "Parque Indígena de Xingu: Laboratorio de Intercambio Cultural". Artesanías de América Cuenca 46-47. pp. 117-30 |

### Capítulos de livros
| Capítulos de Livros |
| --- |
| 1959 - (Em co-autoria com J. C. de Melo Carvalho). "Curare: A Weapon for Hunting and Warfare". In Curare and Curare-Like Agents. (D. Bovet et alii, orgs.). Amsterdam. pp. 34-59 1983a - "Artesanato Indígena: Para que, para quem?". In O Artesão Tradicional e seu Papel na Sociedade Contemporânea. Rio de Janeiro: FUNARTE/INF. pp. 11-48 1983b - "O Índio Brasileiro: Homo Faber, Homo Ludens". ln A Itália e o Brasil Indígena. Rio de Janeiro: Index Editora. pp. 13-23 1985 - "Artesanato Indígena: Porque e para quem?". In As Artes Visuais na Amazônia: Reflexões sobre uma Visualidade Regional. Belém: FUNARTE/SEMEC. pp. 23-42 1986a - "A Arte de Trançar: Dois Macroestilos, dois Modos de Vida". In Suma Etnológica Brasileira II: Tecnologia Indígena (D. Ribeiro, ed.). Petrópolis: Vozes/FINEP. pp. 283-313 1986b - "Glossário dos Trançados". In Suma Etnológica Brasileira II: Tecnologia Indígena (D. Ribeiro, ed.). Petrópolis: Vozes/FINEP. pp. 314-22 1986c - "Artes Têxteis Indígenas do Brasil". In Suma Etnológica Brasileira II: Tecnologia Indígena (D. Ribeiro, ed.). Petrópolis: Vozes/FINEP. pp. 351-89 1986d - "Glossário dos Tecidos". In Suma Etnológica Brasileira II: Tecnologia Indígena (D. Ribeiro, ed.). Petrópolis: Vozes/FINEP. pp. 390-96 1986e - "A Linguagem Simbólica da Cultura Material". In Suma Etnológica Brasileira III: Arte Índia (D. Ribeiro, ed.). Petrópolis: Vozes/FINEP. pp. 15-28 1986f - "Bases para uma Classificação dos Adornos Plumários dos Índios do Brasil". In Suma Etnológica Brasileira III: Arte Índia (D. Ribeiro, ed.). Petrópolis: Vozes/FINEP. pp. 189-226 1986g - "Desenhos Semânticos e Identidade Étnica: O Caso Kayabi". In Suma Etnológica Brasileira III: Arte Índia (D. Ribeiro, ed.). Petrópolis: Vozes/FINEP. pp. 265-86 1987 - '"Visual Categories and Ethnic Identity: The Symbolism of Kayabi Indian Basketry (Mato Grosso, Brazil)". In Material Anthropology: Contemporary Approaches to Material Culture (Reynolds e Stott, orgs.). Washington, D.C.: University Press of America, pp. 189-230 1988a - "Semantische Zeichnungen und Ethnische Identităt: Das Beispiel der Kayabi". In Die Mythen Sehen. Bilder und Zeichen vom Amazonas (Mark Munzel. org.). Museum für Volkerkunde, Band 14. pp. 391-450 1988b - "Die Bildliche Mytologie der Desâna". In Die Mythen Sehen. Bilder und Zeichen vom Amazonas (Mark Munzel, org.). Museum fur Volkerkunde, Band 14: 243-77 1992a - "A Mitologia Pictórica dos Desâna". In Grafismo Indígena: Estudos de Antropologia Estética (Lux Vidal, org.). São Paulo: Nobel. pp. 35-42 1992b - "As Artes da Vida do Indígena Brasileiro". In Índios no Brasil (Luiz Donisete Benzi Grupioni, org.) Brasília: MEC. pp. 135-44 1992c - (Em co-autoria com L. H. van Velthem) "Coleções Etnográficas: Documentos Materiais para a História Índígena e a Etnologia". In História dos Índios no Brasil (Manuela Carneiro da Cunha, org.). São Paulo: FAPESP/Companhia das Letras. pp. 103-14 1993 - "Os Padrões Ornamentais do Trançado e a Arte Decorativa dos Índios do Alto Xingu". In Karl von den Steinen: Um Século de Antropologia no Xingu. São Paulo: EDUSP. pp. 563-89 1995 - "A Contribuição dos Povos Indígenas à Cultura Brasileira". In A Temática Indígena na Escola: Novos Subsídios para Professores de 1⁰ e 2⁰ Graus (Aracy Lopes da Silva e Luís D. B. Grupioni, orgs.). Brasília: MEC/MARI/UNESCO. pp. 197-220 |

### Livros
| Livros |
| --- |
| 1957 - (Em co-autoria com Darcy Ribeiro). Arte Plumária dos Índios Kaapor. Rio de Janeiro: Seikel. 154 pp. 1979 - Diário do Xingu. Rio de Janeiro: Paz e Terra. 265 pp. 1983 - O Índio na História do Brasil. Rio de Janeiro: Global (Coleção História Popular 13). 125 pp. 1985 - A Arte do Trançado dos Índios do Brasil: Um Estudo Taxonômico. Belém: MPEG. 185 pp. 1987 - O Índio na Cultura Brasileira. Rio de Janeiro: Unibrade/UNESCO. 186 pp. 1988 - Dicionário do Artesanato Indígena. Belo Horizonte: Editora ltatiaia/EDUSP. 343 pp. 1989 - Arte Indígena, Linguagem Visual. Belo Horizonte: Editora Itatiaia/EDUSP. 186 pp. 1990 - Amazônia Urgente: Cinco Séculos de História e Ecologia. Belo Horizonte: Editora Itatiaia. 272 pp. 1995 - Os Índios das Águas Pretas: Modo de Produção e Equipamento Produtivo. São Paulo: Companhia das Letras/EDUSP. 269 pp. |

### Textos inéditos
1980 - A Civilização da Palha: A Arte do Trançado dos Índios do Brasil. Universidade de São Paulo, Tese de Doutorado. 590 pp.
1988 - Classificação dos Solos e Horticultura Desana. 18 pp.
1994(?) - Índios do Brasil: 500 Anos de Resistência. Ms.